# جيف ريتشاردز (لاعب كرة قدم أمريكية)
جيف ريتشاردز (بالإنجليزية: Jeff Richards)‏ هو لاعب كرة قدم أمريكية أمريكي، ولد في 3 يناير 1991 في ديل سيتي في الولايات المتحدة.